# Claus Ruhe Madsen
Claus Ruhe Madsen (født 27. august 1972 i København) er en dansk iværksætter og partiløs politiker i Tyskland. Han har været minister for økonomiske anliggender, transport, arbejde, teknologi og turisme i delstatsregeringen i Schleswig-Holstein siden juni 2022 efter forslag fra CDU. Fra september 2019 til juni 2022 var han overborgmester i Rostock. Fra 2013 til 2019 var han formand for Industri- og Handelskammeret i Rostock.

## Levned
Claus Ruhe Madsen er født i København og voksede op nord for København. Han startede som 12-årig sit første firma som stod for græsslåning i nabolaget. Snart efter flyttede han med familien til Fjand, en bebyggelse mellem Vesterhavet og Nissum Fjord med 12 indbyggere på det tidspunkt. Der var langt til skolen, og han flyttede ind på kostafdelingen på Struer Statsgymnasium i Struer som 14-årig. Han blev student fra gymnasiet i 1992 som den bedste i sin årgang. Efter gymnasiet arbejdede han på en fiskerkutter i 6 måneder før han samme år rejste til Tyskland.
Udlandsrejsen, oprindeligt planlagt til vare et år, gik til Ruhr-området i Tyskland. Madsen var ansat der fra 1992 til 1996, først som sælger og et år senere som filialchef i en møbelbutik. I midten af 1996 blev han til selvstændig som salgsrepræsentant, indtil han åbnede møbelforretningen Möbel Wikinger i Rostock som ledende partner i begyndelsen af 1998. I 2019 beskæftigede firmaet omkring 100 medarbejdere fordelt på fem steder.
I maj 2012 grundlagde han det daværende firma Food and Fun GmbH, som senere blev omdøbt til Mobilson GmbH og siden 2017 også har udlejet autocampere. 31. maj 2018 modtog han en iværksætterpris for sit særlige engagement i at fremme byen Rostocks image. Han ejer også en isbod og en pølsevogn i Rostock.
I 2017 overtog Madsen organiseringen af Hanse-Tour Sonnenschein, en sponsorbegivenhed, hvor mere end 200 deltagere hvert år cykler gennem Mecklenburg-Vorpommern og derved indsamler donationer til børn, der lider af kræft og kroniske sygdomme.
Madsen har som frivillig haft stillingen som formand for Rostock Industri- og Handelskammer (IHK) to gange i træk fra 2013 til 2019 og har været næstformand for Tysk-Dansk Handelskammer i Danmark i mere end fire år. Han er medlem af Rotaryklubben Warnemünde.
Madsen er gift med en finne og de har et barn sammen.

## Politik
Madsen blev i september 2018 genudpeget til det rådgivende råd for små og mellemstore virksomheder af forbundsministeriet for økonomi og energi (BMWi).
24. september 2018 annoncerede han sit kandidatur til borgmestervalget i Rostock i 2019 som kandidat uden for partierne. Dette var muligt fordi artikel 22, stk. 1 i EUF-traktaten giver udlændinge fra EU-medlemsstater ret til at stille op som kandidat ved lokalvalg i deres EU-bopælsland.
Han blev støttet af FDP og CDU, og i anden valgrunde også af valgforbundet UFR som den tidligere overborgmester Roland Methling tilhørte. I første valgrunde af borgmestervalget i Rostock opnåede han 34,6 % af stemmerne og var i anden valgrunde oppe imod Steffen Bockhahn fra Die Linke. Dette valg, som fandt sted 16. juni 2019, vandt han med 57,1 % af de afgivne stemmer og var dermed den første udenlandske borgmester i en tysk storby. NDR lavede en dokumentar om de første 100 dage som borgmester. Indsættelsen fandt sted den 28. august 2019.
Den 29..juni 2022 blev han udnævnt til minister for økonomiske anliggender, transport, arbejde, teknologi og turisme i delstaten Slesvig-Holsten i ministerpræsident Daniel Günthers anden regering. I forbindelse med dette trak han sig fra borgmesterposten i Rostock.

## Kritik
Fagforeninger, SPD's ungdomsorganisation Jusos og Die Linkes ungdomsorganisation Linksjugend Solid kritiserede Madsen kraftigt i maj 2019 for hans interne lønpolitik. De mente at Madsen nægtede at betale overenskomstmæssige lønninger og betalte flere hundrede euro mindre til sine ansatte end sædvanligt i overenskomster. Madsen understregede, at hans medarbejdere fik "andre fordele" såsom "tilskud til daginstitutioner for forældre, efteruddannelse, gratis drikkevarer og også lejlighedsvise bonusser". Hans medarbejdere blev fotograferet med et banner "Solidaritet for en fair valgkamp - Godt arbejde sker her i øjenhøjde", som blev offentliggjort på internettet. Madsen betaler efter eget udsagn sine medarbejdere 4 % over standardlønnen. Madsen afviser også et samarbejdsudvalg, som han siger ikke er nødvendigt.

## Politik under corona-pandemien
I 2020 og 2021 tiltrak Madsen sig opmærksomhed gennem særligt forsigtige og egenartede foranstaltninger. Disse foranstaltninger blev tolket som årsagen til de særligt lave infektionstal i Rostock, som tiltrak sig opmærksomhed i tyske medier. Madsen var gæst i programmerne DAS!, Maischberger, Maybrit Illner og Markus Lanz. I et interview med Die Welt i juni 2021 gav han sine tanker om at modvirke en eventuel vaccinationstræthed: "Hverdagen for de uvaccinerede skal være mere ubehagelig."